# Hermann Raschhofer
Hermann Raschhofer (* 26. Juli 1905 in Ried, Österreich-Ungarn; † 27. August 1979 in Salzburg) war ein in Deutschland tätiger Jurist und Völkerrechtslehrer.

## Leben
Raschhofer studierte nach seiner mit 17 Jahren abgelegten Matura in Marburg/Lahn bei Johann Wilhelm Mannhardt am „Institut für Grenz- und Auslanddeutschtum“, dann in Wien und Innsbruck Rechts- und Staatswissenschaften. Während seines Studiums wurde er Mitglied beim Verein Deutscher Studenten Innsbruck. Die erste und zweite juristische Staatsprüfung legte er 1925 und 1928 ab, während er parallel 1927 zum Dr. rer. pol. und 1928 zum Dr. jur. promoviert wurde. Anschließend war er bis 1930 Assistent am „Institut für Grenz- und Auslandsstudien“ in Berlin, das von Karl Christian von Loesch und Max Hildebert Boehm, dem „Vordenker der Ethnopolitik“ (Ingo Haar) geleitet wurde. Dort arbeitete er auch seine erste wissenschaftliche Arbeit aus, die ihm Anerkennung einbrachte: Hauptprobleme des Nationalitätenrechts. Von 1930/31 war er Assistent an der Juristischen Fakultät in Tübingen, bis er bis Ende 1933 Fellow der Rockefeller Foundation in Frankreich und Italien wurde. 1934 bis 1937 war er als Referent für ausländisches und öffentliches Recht am Kaiser-Wilhelm-Institut (KWI) in Berlin tätig. Dort arbeitete er weiter an seinem Ruf als Experte in Nationalitätenfragen und konnte zum 25-jährigen Bestehen des Instituts seine für seine Karriere bedeutendste Schrift „Nationalität als Wesen und Rechtsbegriff“ (1936/37) veröffentlichen. An der Universität Berlin wurde er 1937 von Viktor Bruns, der auch Leiter des KWI war, habilitiert. Zum 1. Mai 1938 trat er der NSDAP bei (Mitgliedsnummer 6.372.134). Nach seiner Habilitation übernahm er bis 1939 eine Vertretung in Göttingen. Von dort gelangte er 1940 an die Deutsche Karls-Universität in Prag, wo er 1943 zum Professor für öffentliches Recht, insbes. Völkerrecht, ernannt wurde und das „Institut für Völker- und Reichsrecht“ leitete. Auf Wunsch von Karl Hermann Frank, Staatssekretär und später Staatsminister beim Reichsprotektor Böhmen und Mähren, wurde er dessen juristischer Berater, nachdem er ihm wie auch Konrad Henlein, Führer der Sudetendeutschen Partei (SdP), bereits seit 1934 mit politisch-wissenschaftlicher Hilfe zur Seite gestanden hatte. So begrüßte er 1938 „die Vereinigung Deutsch-Österreichs und des alten Reichbodens der böhmischen Länder zum Großdeutschen Staat unter der straffen Herrschaft des Nationalsozialismus“. Spätestens seit 1941, so Samuel Salzborn, habe er regelmäßig Reisen in die Slowakei unternommen und für Karl Hermann Frank und den deutschen Gesandten in der Slowakei Hanns Ludin politische Lageberichte und personenbezogene Stellungnahmen verfasst. 1944 war er an der Niederschlagung des Slowakischen Nationalaufstandes beteiligt, nachdem er 1942/43 auch als persönlicher Berater von Theodor Oberländer im „Sonderverband Bergmann“ tätig war. Er sei dem NS-Regime bis zum Ende treu ergeben gewesen, was ein Aufsatz mit dem Titel „Europäischer Nationalismus“ zeige, der zu Ehren von Hitlers Geburtstag 1945 im März/Aprilheft der Zeitschrift Böhmen und Mähren erscheinen sollte.
Nach Kriegsende fand Raschhofer Zuflucht in kirchlichen Kreisen in Mailand. Er war Teil der sogenannten „Professorengruppe“ der Organisation Gehlen, die dieser gegen Bezahlung Studien lieferte. 1949 nahm er als Vertreter der ehemaligen Nationalsozialisten an der Oberweiser Konferenz teil. Seine wissenschaftliche Karriere konnte er ab 1952 zunächst als Professor an der Universität in Kiel und ab 1955 in Würzburg fortsetzen. Um seine Person habe sich, wie Salzborn schreibt, eine wissenschaftliche Schule etabliert, zu der u. a. der Völkerrechtler Otto Kimminich, Dieter Blumenwitz und der Publizist Horst Rudolf Übelacker gehören. Sein Einfluss habe sich auf die wissenschaftliche Ausarbeitung eines europäischen Volksgruppenrechts ausgewirkt, dessen Ergebnisse in den von 1970 bis 1978 erschienenen drei Bänden „System eines internationalen Volksgruppenrechts“ vorgelegt wurden. Ziel war die juristische und volkswissenschaftliche Fundierung der Forderung nach einer Neuordnung Europas „ohne Rücksicht auf Staatsgrenzen“.
Wie sein nationalitätenpolitisches Engagement während des Nationalsozialismus vorwiegend auf die Tschechoslowakei und den „Sudetenraum“ ausgerichtet war, setzte er sich auch nach dem Krieg bis zu seinem Lebensende im Umfeld des Bundes der Vertriebenen für die Interessen vorwiegend der „Sudetendeutschen Landsmannschaft“ (SL) ein. Wegen seiner Verstrickung in das NS-Regime – er war neben seiner beruflichen Tätigkeit und seinem Kriegseinsatz Mitglied der illegalen NSDAP Österreichs, des Vereins für Deutsche Kulturbeziehungen im Ausland und des NS-Dozentenbundes – wurde er nie belangt, gab sich vielmehr erfolgreich als „Wolf im demokratischen Schafspelz“ (Johann Wolfgang Bürgel, 1963) vor allem mit seinem Buch „Der Fall Oberländer. Eine vergleichende Rechtsanalyse der Verfahren in Pankow und Bonn“ (Tübingen 1962) aus, in dem er meint, die Akten zum Fall Oberländer wären „ein wichtiger Beitrag zur noch ungeschriebenen Geschichte des tragischen Schicksals der aus der grenzdeutschen Volkstumsarbeit zur NSDAP gestoßenen damals jungen Generation“, „die fast ausnahmslos nach kurzer Zeit in grundsätzliche Gegnerschaft zu Dogma und Praxis der Partei geriet“.
In der rechtswissenschaftlichen Abhandlung Die Sudetenfrage. Ihre völkerrechtliche Entwicklung vom Ersten Weltkrieg bis zur Gegenwart, einem Auftragswerk der Vertriebenenverbände, versuchte er 1953 den Beweis zu erbringen, das Münchner Abkommen von 1938 sei noch völkerrechtlich gültig und die Zugehörigkeit der Sudetengebiete nicht geklärt, sondern sie seien nach wie vor staatsrechtlicher Teil Deutschlands. Diese Folgerung wurde von Raschhofer/Kimminich (in der 2. Auflage von 1988, S. 277) allerdings nicht gezogen, sie gingen aber weiterhin davon aus: „Für Deutschland ist gegenüber der Tschechoslowakei die Grenze vom 31. Dezember 1937 eine völkerrechtlich noch nicht in Rechtskraft erwachsene Abgrenzung der beiderseitigen Hoheitsbereiche.“

## Volksgruppenrecht
Hermann Raschhofer ging es in der Ausarbeitung seiner Völkerrechtslehre darum, dem deutschen Volk zu einer Vormachtstellung in Europa zu verhelfen. Die sah er beeinträchtigt durch die „Großpariser Minderheitenschutzverträge“ (Raschhofer), in denen neben erheblichen Gebietsverlusten vor allem im Osten an Polen auch ein Zusammenschluss mit dem als Vielvölkerstaat aufgelösten Österreich ausgeschlossen wurde. In diesem Zusammenhang kritisierte er sehr stark auch die sogenannten Beneš-Memoranden. Bereits in seiner ersten 1929 preisgekrönten Arbeit – „Hauptprobleme des Nationalitätenrechts“ – kritisierte er, dass in den neuen Staaten Polen, Tschechoslowakei und Serbien „die Nationalitäten unter dem Rechtszustand von atomisiert gedachten nationalen Individuen unter Minderheitenrecht leben müssen“, ohne dass die Nationalität „ihre Mitglieder gruppenhaft-organisch, und zwar als historisch-kulturell positiv qualifizierbare Volksgruppen erscheinen“ lasse. Er verlangte für die Nationalitäten den Zusammenhang von „Boden und Geschichte“ und Autonomie für die „Nationalität als Volkspersönlichkeit“. Nationalität ist für ihn nicht mehr Minderheit, sondern „Totalität“ mit „heiligen Rechten“, der kollektive Sonderrechte gegenüber der „fremdvölkischen“, wenn auch mehrheitlichen Restbevölkerung zustehen, zumal ihre Mitglieder in ihrer wesensmäßig mitgegebenen Volkszugehörigkeit ihre Staatsbürgerschaft jenseits nationalstaatlicher Grenzziehungen überschreiten.
1936 schrieb er in „Nationalität als Wesen und Rechtsbegriff“:

„Im Bereich des Völkischen gibt es nur ein Ja-Sagen zu seiner eigenen einzigen oder der vorherrschenden Art, und das Anormale des theoretisch wie praktisch möglichen Falles eines Nein-Sagens zur eigenen Art wird von der Sprache hinreichend mit dem verurteilenden Wort ‚Entartung’ gekennzeichnet. Es gibt daher wesensmäßig einen objektiv umgrenzten Kreis derer, die sich zu einem Volkstum, zu einer Nationalität als Artgemeinschaft bekennen können. Wenn die Nürnberger Gesetze eine solche Begrenzung getroffen haben, indem sie Artfremde und Artverwandte nunmehr endgültig scheiden, wobei den jüdischen Mischlingen, in denen das Deutschblütige überwiegt, ein Aufgehen im Deutschtum ermöglicht wurde, so kann nur hoffnungslos liberales Besserwissen dies als ein den Interessen der Volksgruppen abträgliches Vorgehen bezeichnen.“

Sein Eingebundensein in grenzkolonisatorische Vorstellungen, die der Staatsrechtler Carl Schmitt ausdrücklich gegenüber der Tschechoslowakei geltend machte, schlug sich 1941 in Vorschlägen für die Arbeit des „Prager Ost-Instituts“ nieder, in denen er sich von der „Vorherrschaft des Deutschtums“ überzeugt zeigte, weil diesem Volke, „welches den eurasischen Raum geistig organisiert hat, auch die geistige Vorherrschaft“ zukomme.
Samuel Salzborn kommt in seiner Studie über Raschhofer zu dem Schluss, dass er dem bürgerlichen Nationalstaat die Möglichkeit zur Nicht-Anerkennung von Nationalitäten im völkisch kollektiven Sinn entziehen wolle, „da einer diese angebliche Faktizität des Völkischen nicht-anerkennenden Rechtsordnung die Legitimität für ihr Handeln abgesprochen wird. Die juristische Methode wird damit genau umgekehrt und der rechtspositivistische Ansatz aufgrund des Prinzips, dass das angeblich übernatürliche und konsistente Rechte der völkisch verstandenen Volksgruppe das positive Recht breche, durch eine naturrechtliche Perspektive in voraufklärerischer Tradition ersetzt“.
Nach Salzborn unterscheiden sich die Arbeiten, die Raschhofer während seiner ab 1952 in Kiel und ab 1955 in Würzburg fortgesetzten Lehrtätigkeit zum Nationalitäten- und Volksgruppenrecht verfasste, in ihrer Substanz nicht von seinen Veröffentlichungen während der Zeit des Nationalsozialismus. Trotzdem sei Raschhofer „ein immens einflussreicher Völkerrechtler, dem es gelungen war, sein in der Weimarer Republik begründetes Ansehen als Nationalitäten- und Volksgruppenrechtler im Nationalsozialismus zu festigen und seinen Ansatz – ohne merkliche inhaltlich substanzielle Änderungen – auch in der Nachkriegszeit weiter zu profilieren und sowohl wissenschaftlich wie politisch zu vertreten“. Es gelang Raschhofer mit der Pädagogischen Arbeitsstelle für Ostfragen, (später Fridtjof-Nansen-Seminar) eine eigene wissenschaftliche Schule zu Ostfragen zu etablieren, die aufgrund seiner Nähe zu den Vertriebenenorganisationen zur Kaderschmiede der Sudetendeutschen Landsmannschaft wurde.

## Verachtung der Menschenrechte
1943 schrieb Raschhofer im Blatt des Reichsprotektors in Böhmen und Mähren:

„Unter jenem Europäertum, das später seinen Tempel samt den Hohen Priestern nach Genf verlegte, verstand man alles, was von Landschaft, Heimat und Volk, von festen Bindungen und Ordnungen wegstrebte in Gefilde und Gefühle der Internationalität, zu den Idealen von 1789 und jüdischer Genossenschaft.“

Raschhofer sprach hier vom Völkerbund, von dem er alles Übel des Westens in Gestalt der „Ideale von 1789“, also der Erklärung der Menschen- und Bürgerrechte, aus der die Allgemeine Erklärung der Menschenrechte von 1948 hervorging, über Deutschland gekommen sah, indem Minderheitenrechte an das Individuum als Rechtssubjekt der ihm garantierten Grundrechte gebunden sind. Deutlich wird, dass mit dem Konzept des „Volksgruppenrechts“ an ein „Wir-Gefühl“ appelliert wird, von dem aus gesehen das Individuum, das gegenüber der „Wir“-Gruppe – ihrem Eingebundensein in „Landschaft, Heimat und Volk“ und ihrem damit dem Individuum gegenüber gegebenen Identitätszwang – auf seinem Recht besteht, als „entartet“ gilt, wie Raschhofer 1936 im Zusammenhang mit den „Nürnberger Gesetzen“ schrieb. Das heißt, dass das Individuum jederzeit mit Sanktionen bis zu Verfolgung und Ausschluss zu rechnen hat, fügt es sich nicht den von Raschhofer postulierten Volksgruppenrechten, die im Grunde entindividualisierende Zwänge sind und dem von „Bindungen und Ordnungen“ wegstrebenden Einzelnen Bindungsidentität aufpfropfen sollen.
Das „Volksgruppenkonzept“ ist eines, das im Nationalismus an die Stelle des Absolutismus getreten ist, der im Bunde mit Religion und Kirche die Untertanen unter Zwang setzte. Als quasi-religiöser Ersatz für „Bindungen und Ordnungen“ in den säkularisierten Gesellschaften fordert es seit 200 Jahren in Gestalt „völkischer Ideologeme im gesellschaftlichen und politischen Raum“ weiter die wissenschaftliche Reflexion heraus, „die mit Verstörung und Erstaunen kämpfen muss“, weil die Begriffe der „völkisch-rechtskonservativ denkenden Akteure“ auf einen „betont nebulösen, strategischen Umgang“ schließen lassen.